# Feltet.dk
Feltet.dk er et dansk websted med hovedvægt på formidling af nyheder indenfor cykelsport. Det er Skandinaviens største internetportal indenfor området. Siden er grundlagt af Jesper Johannesen. Den 6. januar 2025 blev det offentliggjort at Ekstra Bladet med omgående virkning havde købt og overtaget webstedet.

## Historie
Webstedet blev grundlagt i Hjørring af Jesper Johannesen. Det åbnede officielt 22. marts 2003.
I februar 2020 havde feltet.dk dagligt 30.000 besøgende, og op til 100.000 i cyklingens højsæson fra marts til september.
Da Feltet.dk i 2023 havde 20 års jubilæum, var der siden starten i 2003 blev udgivet 141.709 artikler. Det seneste år har Feltet.dk haft samlet 45 millioner sidevisninger, og der var næsten 40 medarbejdere i jubilæumsåret.